# Forum Glas

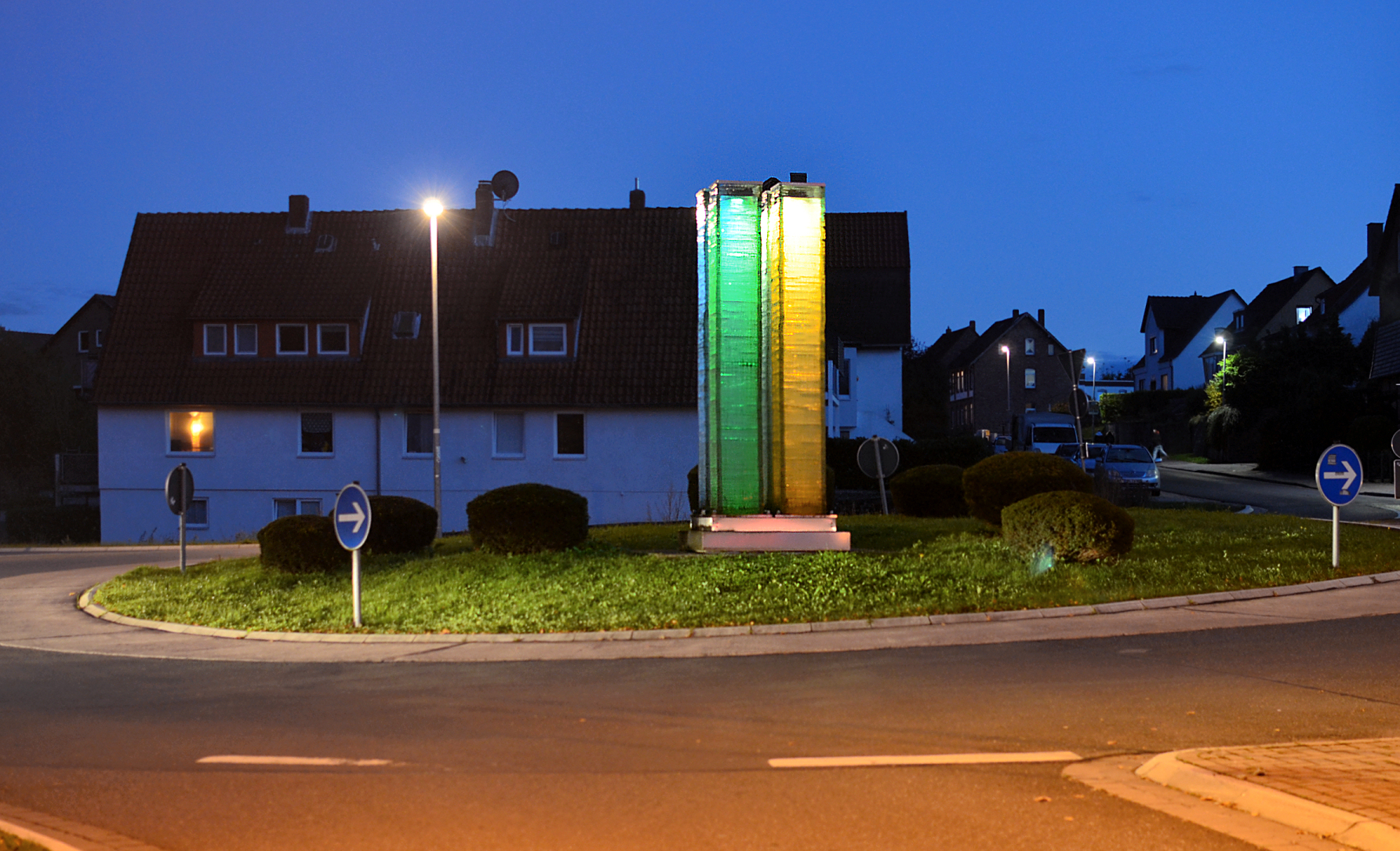
Vom Verein unter Mitwirkung der Ardagh Group in Bad Münder aufgestellte Glasskulptur in einem Verkehrskreisel

Das Forum Glas ist ein gemeinnütziger eingetragener Verein mit Sitz in Bad Münder am Deister in Niedersachsen, der sich mit der Regionalgeschichte des Werkstoffs Glas in der Deister-Süntel-Osterwald-Region befasst.

## Beschreibung
Das im Jahr 2006 gegründete Forum Glas mit dem Untertitel „Verein zur Förderung der Glasgeschichte und Glasgestaltung in der Deister-Süntel-Region“ widmet sich der Vermittlung der 400-jährigen Tradition der Glasherstellung im nördlichen Weserbergland. Ziel ist es, Menschen an Glas als einen der ältesten Werkstoffe der Menschheit heranzuführen. Die Arbeit mit Kindern und Jugendlichen soll einen hohen Stellenwert einnehmen. Forum Glas engagiert sich für Glaskunst, Glasgeschichte sowie Glasarchäologie und ist Mitglied in der Museumslandschaft Weserbergland. Der Verein ist im Fachausschuss „Glasgestaltung und Glasgeschichte“ der Deutschen Glastechnischen Gesellschaft vertreten und gehört dem Heimatbund Niedersachsen an.

## Vereinszweck
Ziel des gemeinnützigen Vereins ist die Heimatpflege und Heimatkunde. Der Vereinszweck wird insbesondere verwirklicht durch:
- Erforschung und Dokumentation der Geschichte der Glasherstellung in der Deister-Süntel-Osterwald-Region
- Aufstellung stadtbildprägender Glasskulpturen in Bad Münder[5] und im Ortsteil Bakede[6]
- Anlage eines Glasskulpturenweges in Bad Münder von der Altstadt zum Kurpark[7][8][9]
- Anlage eines Glasstelenpfades zur Glastradition in der Region[10][11]
- Ausstellungen über Glasgestaltung in Gegenwart und Vergangenheit[12]
- Exkursionen zu Glasmuseen und deren Ausstellungen[13]
- Vermittlung handwerklicher Techniken der Glasgestaltung durch Fusing[14]

## Vereinsstruktur
Organe des Vereins sind die Mitgliederversammlung, der Vorstand und der Beirat. Vorsitzender ist Hermann Wessling, Träger des Bundesverdienstkreuzes. 2022 zeichnete das Deutsche Nationalkomitee für Denkmalschutz ihn und das Forum Glas mit der Silbernen Halbkugel als Deutscher Preis für Denkmalschutz aus. In den Beirat beruft der Vorstand von Forum Glas Persönlichkeiten, die sich den Zielen und Projekten des Vereins verbunden fühlen und die Aktivitäten des Vereins durch fachlichen Rat oder auf andere Weise unterstützen. Mit Stand 2024 ist der Beirat unter anderem mit Vertretern aus den Bereichen Glas in der Region, Kultur in der Region, Architektur und Lokalpolitik besetzt. Vereinsmitglieder können natürliche und juristische Personen werden.

## Projekte
Eine Auswahl von Projekten des Forum Glas:
- Glasarchäologisches Projekt Glashütte Klein Süntel[17][18] mit der Einwerbung von Fördermitteln und in Abstimmung mit dem Landkreis Hameln-Pyrmont sowie dem  Niedersächsischen Landesamt für Denkmalpflege
- Erwerb der Gebrauchsglassammlung Albert Schwiezer[19] und Ausstellung im Museum Bad Münder im Wettbergschen Adelshof.[20][21] Die Dauerausstellung zeigt vor allem regionale Flaschen und Siegel des 18. und 19. Jahrhunderts.
- Glaskunst, u. a. 48 Kabinettscheiben aus dem Projekt „Auf der Suche nach dem Licht der Welt“, in St. Nicolai in Bakede[6], darunter ein Werk des Glasbildners Johannes Schreiter
- Fachbibliothek Glas mit Fernleihe[22]

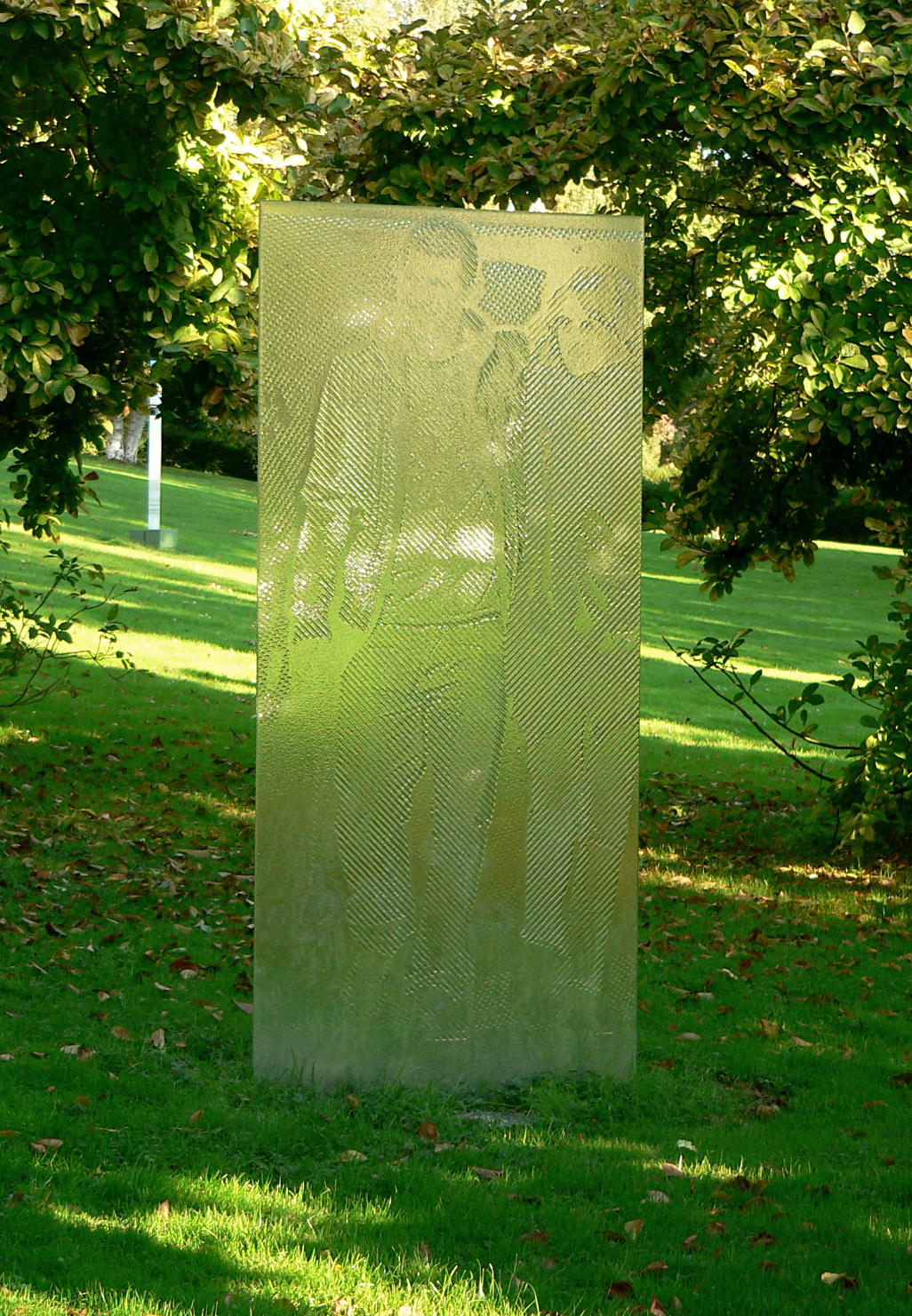
Vom Verein aufgestellte Glasstele Antiphon von Thierry Boissel im Kurpark Bad Münder
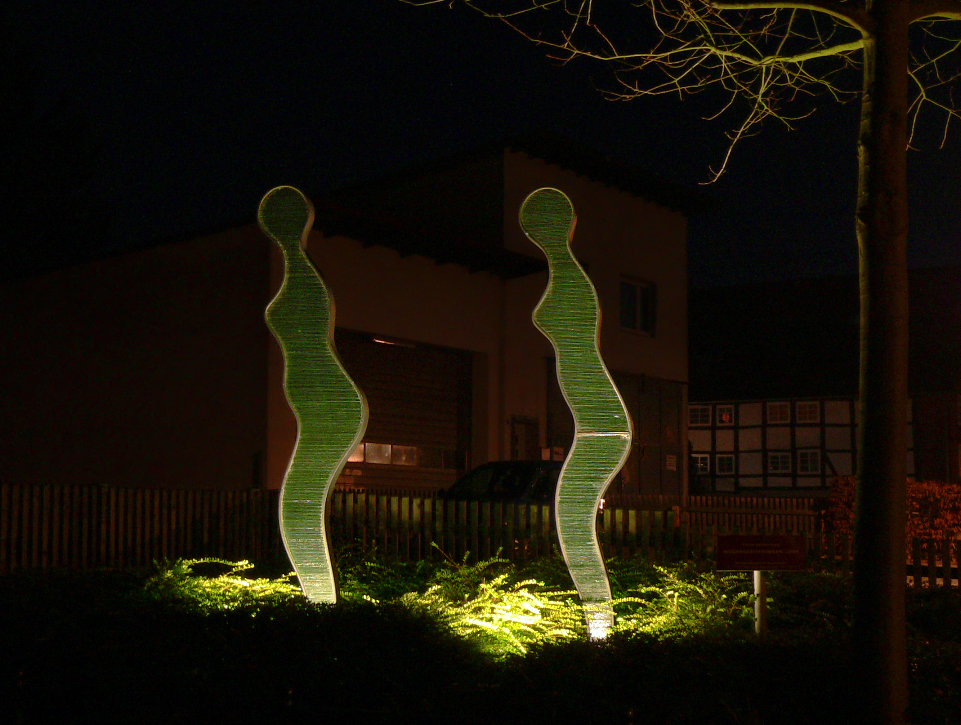
Leuchtende Glasskulptur Zwei Wegbegleiterinnen von Bernd Wiegand in Bad Münder
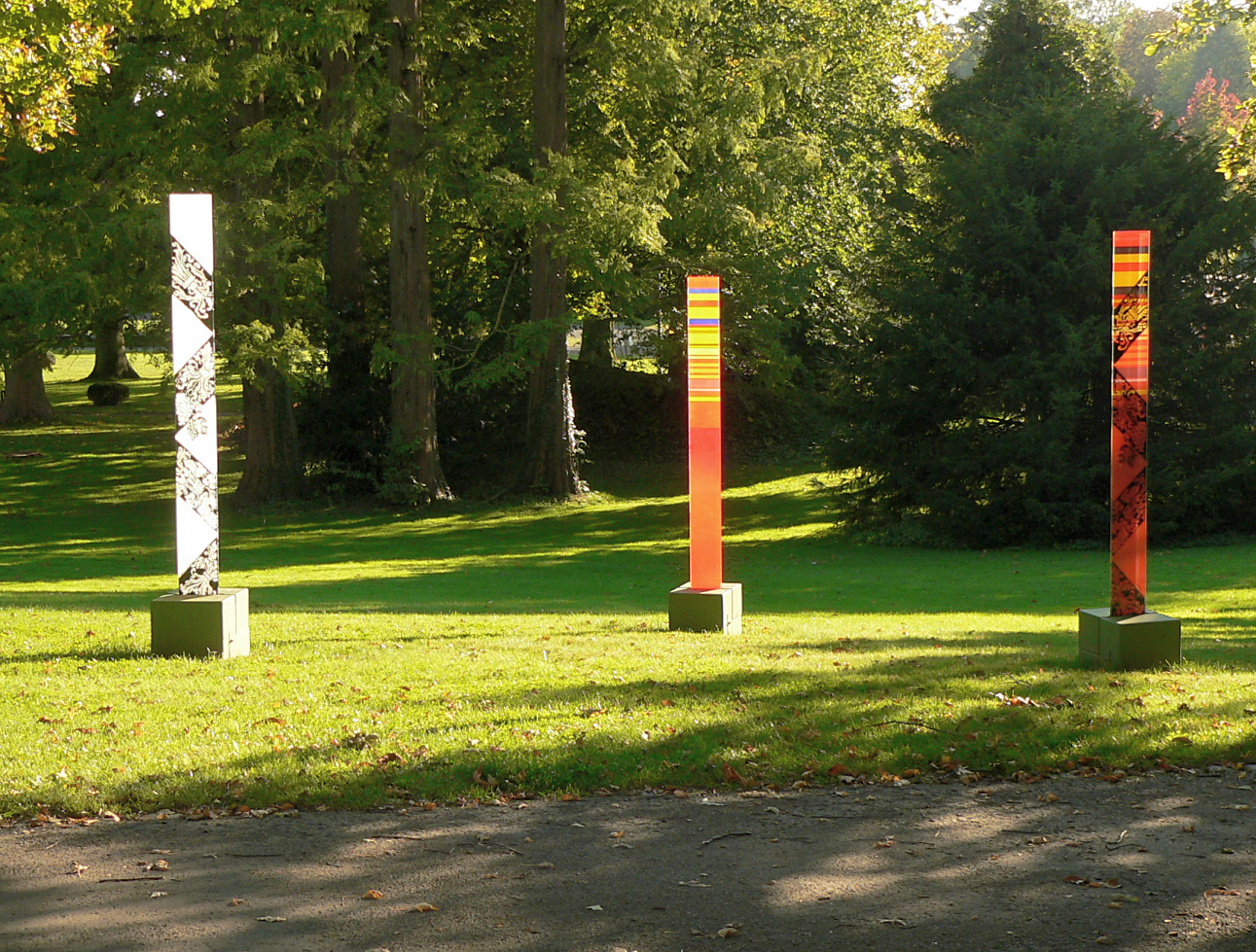
Vom Verein aufgestellte Glasstelen im Kurpark Bad Münder
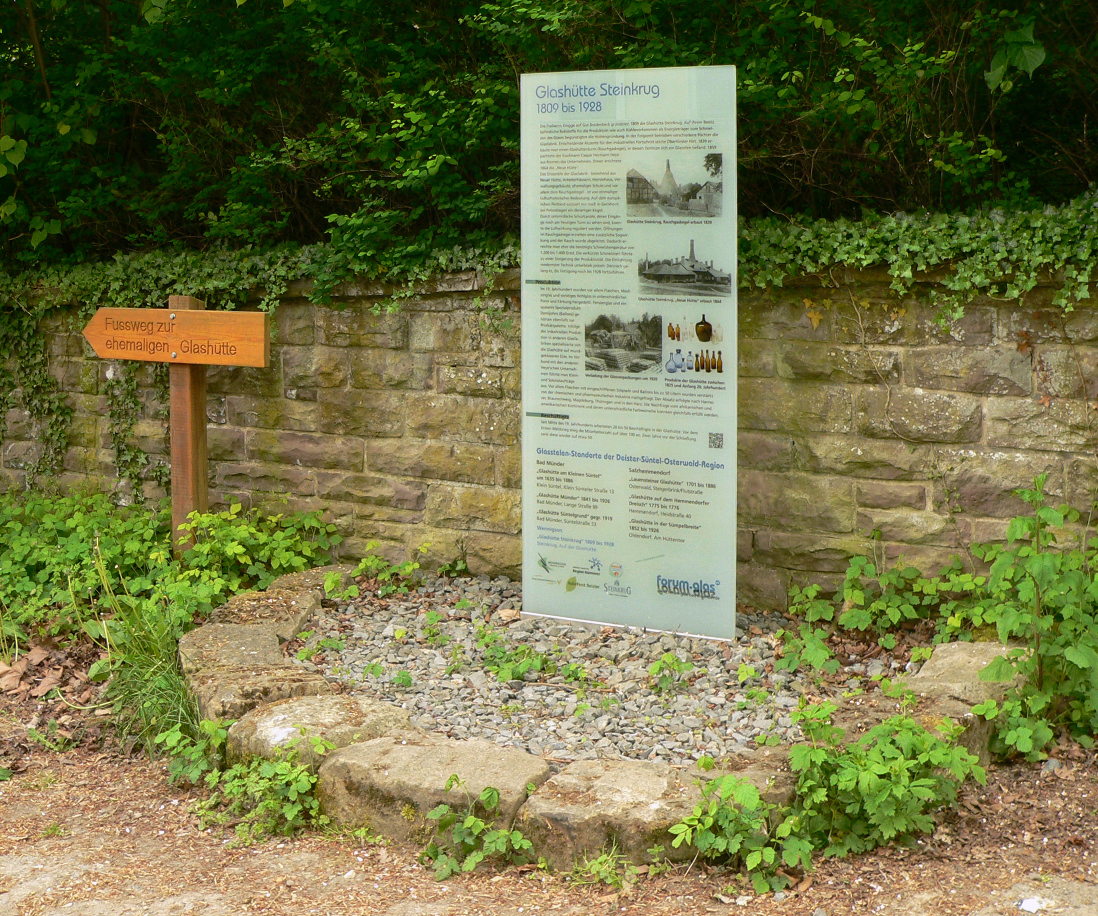
Glasstele des Vereins an der Glashütte Steinkrug
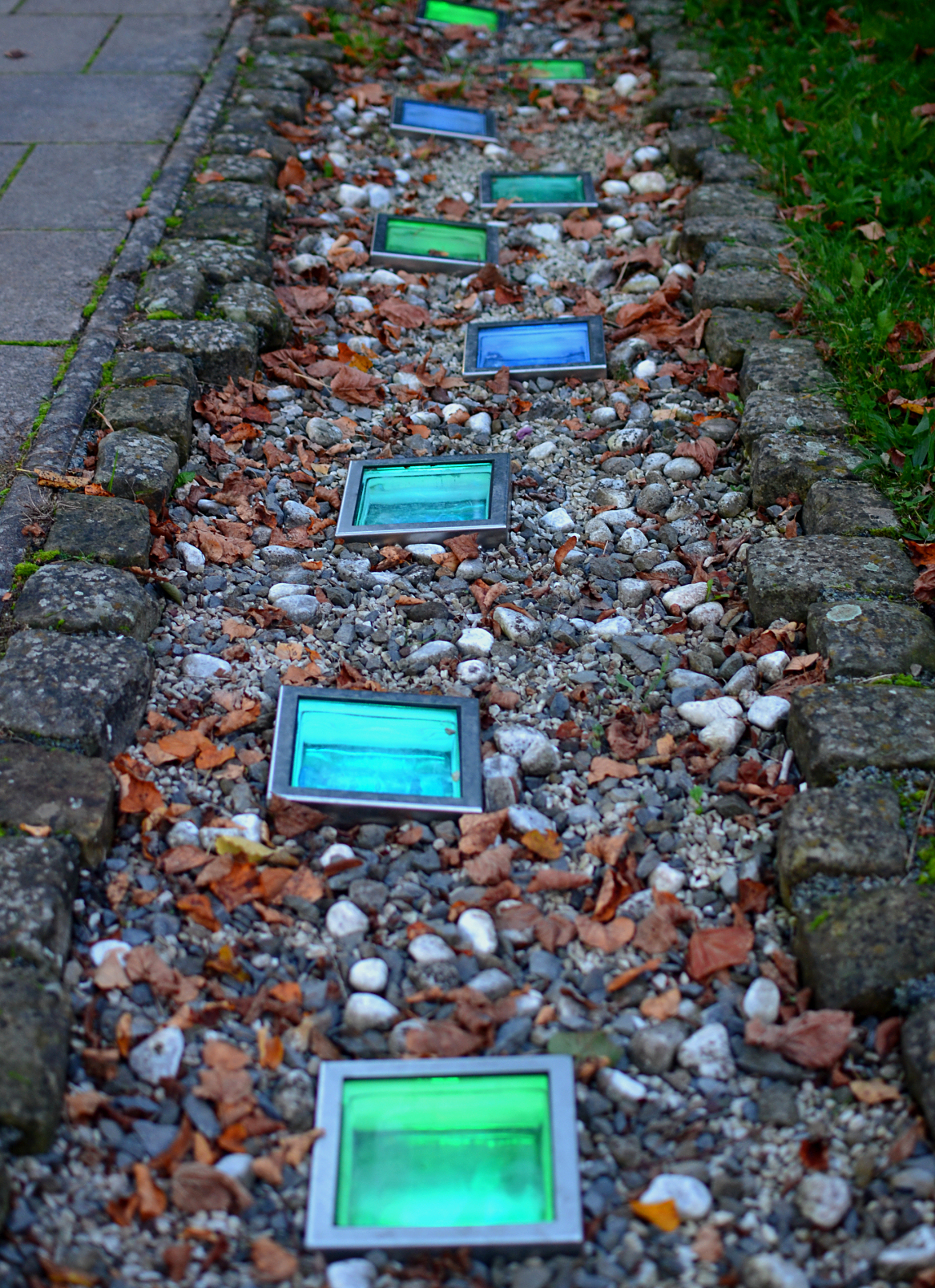
Glasinstallation „Der Fluss“ in Bad Münder als Vereinsprojekt
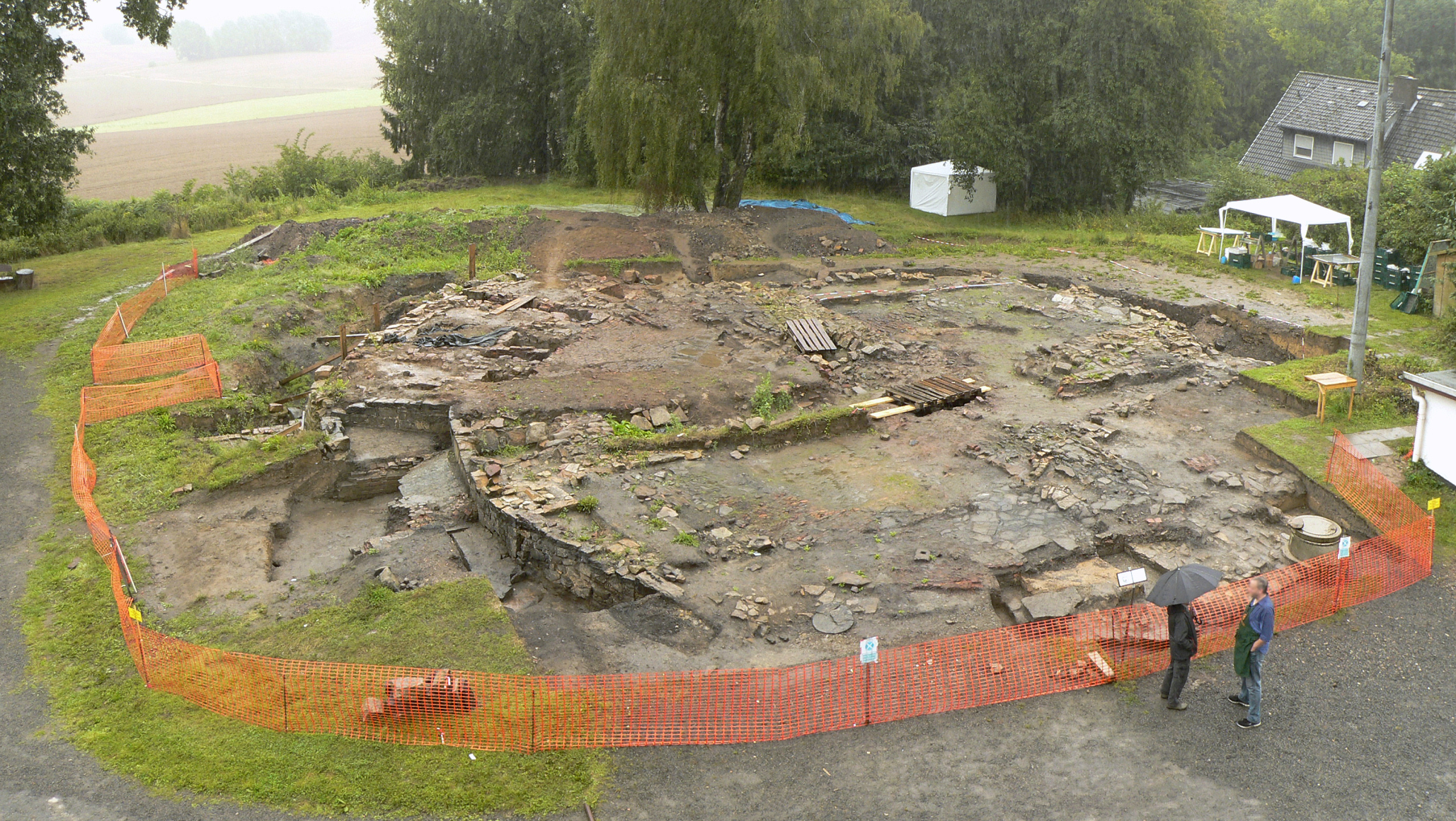
Vom Verein in Kooperation mit der Cranfield University und dem Archäologen Peter Steppuhn durchgeführte Ausgrabung der Glashütte Klein Süntel

## Vereinsbedeutung
Der damalige Präsident der Region Hannover, Hauke Jagau, schrieb im Geleitwort zu dem 2016 vom Verein herausgegebenen Buch „Glashütten in der Deister-Süntel-Region. Entstehung und Geschichte“ über die Tätigkeit von Forum Glas:

„Glasherstellung und Hannover - hier werden nur wenige Kenner der Industriegeschichte eine enge Verbindung sehen. Und dennoch gab und gibt es eine Jahrhunderte andauernde Tradition der Glasherstellung im Gebiet von Deister, Süntel und Osterwald (...) Ich freue mich sehr darüber, dass sich der Verein „Forum Glas e.V. Bad Münder“ der Aufgabe angenommen hat, die vom Vergessenwerden bedrohte Geschichte der Glashütten in den Mittelgebirgen westlich von Hannover fachlich fundiert und mit Abbildungen hoher Qualität in einer auf drei Bänden angelegten Buchreihe nachzuzeichnen.“

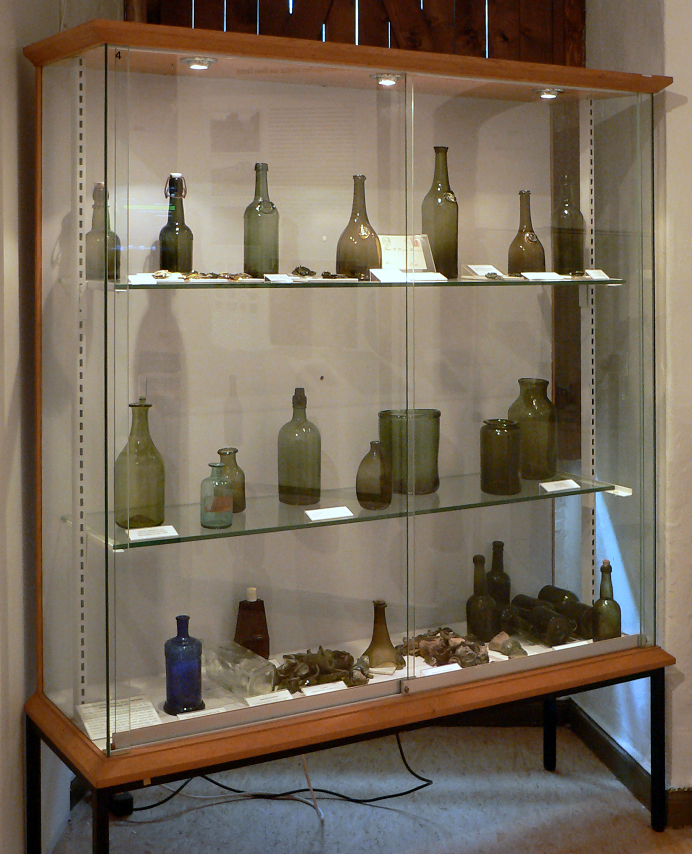
Ausstellung von historischen Flaschen der Sammlung Albert Schwiezer in Bad Münder

Zum Vereinsprojekt der Gebrauchsglassammlung Albert Schwiezer mit Flaschen und Siegeln des 18. und 19. Jahrhunderts schrieb die Zeitschrift „Der Glasfreund“  2022:

„Mehr als zehn Jahre hat sich das Forum Glas (...) intensiv um den Erwerb und Erhalt der Sammlung Albert Schwiezer bemüht. Der Sammler und Forum Glas waren sich frühzeitig einig, dass zumindest der Kernbestand der umfangreichen Sammlung, die in Glashütten des Weserberglandes gefertigten Flaschen und Gläser, in und für die Glasregion erhalten bleiben sollten (...) Als nach dem plötzlichen Tod des Sammlers im Sommer 2020 der Bestand der Sammlung akut gefährdet war, gelang dem Forum Glas gemeinsam mit der Landtagsabgeordneten Petra Joumaah Niedersachsens Kulturminister Björn Thümler und den Generalsekretär der Kulturstiftung der Länder, Prof. Markus Hilgert, davon zu überzeugen, dass dringender Handlungsbedarf besteht. Schon Anfang November 2020 entschied die Kulturstiftung positiv und erklärte sich bereit, den Erwerb von rund 70 historischen Gläsern, vor allem seltene Flaschen des 18. und 19. Jahrhunderts (...) zu fördern.“

## Historischer Hintergrund
Die geschichtliche und Industriekulturelle Bedeutung des Glasmachens im nördlichen Weserbergland beruht auf der vermutlich deutschlandweit ersten Verwendung von Kohle zum Schmelzen des Glasgemenges, der Entwicklung der Flaschenform der Hannoverschen Bouteille, der Verwendung von Siegeln zur Maßhaltung und zur Markenkennzeichnung z. B. für Bad Pyrmonter Heilwasser, der vermutlich deutschlandweit erstmaligen Errichtung von Rauchgaskegeln nach englischem Vorbild sowie der Herstellung des hochwertigen Lauensteiner Glases. In Bad Münder ist seit 1932 die Glasindustrie ansässig ist, heute durch die Ardagh Group.

## Herausgeberschaften
Das Forum Glas ist Herausgeber folgender Publikationen:
- Peter Steppuhn, Klaus Vohn-Fortagne, Christian Leiber, Albert Schwiezer: Auswertung der Befunde und Funde der glasarchäologischen Grabung auf dem Gelände der ehemaligen Glashütte „Am Kleinen Süntel“, 2020.
- Klaus Vohn-Fortagne: Glashütten in der Deister-Süntel-Region. Entstehung und Geschichte. Band 1, 2016.
- Klaus Vohn-Fortagne, Hans-Dieter Kreft: Glasstelen-Pfad der Deister-Süntel-Osterwald-Region. Glastradition seit dem 16. Jahrhundert. 2. Auflage 2018.